# Eden Township (comté de Clinton, Iowa)
Eden Township est un township, du comté de Clinton en Iowa, aux États-Unis,.
Le township est organisé en 1856,.

## Source de la traduction
- (en) Cet article est partiellement ou en totalité issu de l’article de Wikipédia en anglais intitulé « Eden Township, Clinton County, Iowa » (voir la liste des auteurs).